# Walter Schlempp
Walter Schlempp (* 3. Juni 1905 in Freiburg im Breisgau; † 30. Oktober 1979 in Frankfurt am Main) war ein deutscher Architekt.

## Leben und Wirken
Schlempp war der Sohn des Hotelbesitzers Gustav Schlempp und Lina Schlempp, geborene Nagel. Er wurde Mitglied des NS-Studentenbundes und trat 1931 der NSDAP bei. Zwischen 1932 und 1934 war er als Regierungsbauführer tätig und machte sich anschließend als Architekt selbstständig.

### Ingenieurbüro im Dritten Reich
Walter Schlempp gründete 1934 ein eigenes nach ihm benanntes Ingenieurbüro, in welchem auch der spätere Bundespräsident Heinrich Lübke, der 1944 Schlempps Stellvertreter wurde, tätig war. 
Schlempp beteiligte sich am nationalsozialistischen Projekt zur Erbauung der „Welthauptstadt Germania“, das ab 1935 von Albert Speer geleitet wurde und die „Neugestaltung der Reichshauptstadt“ zum Ziel hatte. In den Jahren 1938 bis 1942 plante Schlempp im Rahmen dieses Projektes die Errichtung des Gebäudes für den Deutschen Gemeindetag, das heutige Ernst-Reuter-Haus in Berlin. Dabei wurde ihm „mit Zustimmung des Führers“ der hannoversche Stadtbaurat Karl Elkart zur Seite gestellt, dem die Fassadengestaltung zugeschrieben wird. Das Gebäude war als Bestandteil der Berliner Ost-West-Achse vorgesehen. Seine Form erinnert an den neoklassizistischen Stil, der die nationalsozialistische Architektur bestimmte, und ist durch stringente Symmetrie und Monumentalität geprägt.
In Peenemünde hatte die Baugruppe Schlempp des Ingenieurbüros Schlempp zusammen mit der Organisation Todt als wichtigsten Auftrag den Ausbau der Heeresversuchsanstalt und der Luftwaffenerprobungsstelle, wobei mit der Bauleitung Schlempps Stellvertreter Heinrich Lübke beauftragt war.
Das Büro beteiligte sich am Jägerstab-Projekt des Reichsluftfahrtministeriums. Ziel war ab 1944, die Rüstungsmassenproduktion im Rahmen des Krieges zu fördern: Unter anderem wurde ein Zwangsarbeiterlager in Wolmirsleben und mehrere Konzentrationslager bzw. -außenlager – u. a. in Neu Staßfurt, in Hadmersleben sowie in Leau und Plömnitz bei Bernburg sowie 1944 das KZ Langenstein-Zwieberge – geplant und gebaut. 
Das Ingenieurbüro Walter Schlempp war für den Aus- und Umbau des Schachtes Marie der U-Verlagerung Bulldogge verantwortlich. Es organisierte den Um- und Ausbau des Schachtes Marie, die Unterbringung des Luftfahrtgerätewerks Hakenfelde und den dazu erforderlichen Umbau von Schachtröhre und Fördereinrichtung. 
Das Ingenieurbüro Schlempp war in den letzten beiden Kriegsjahren eine Dienststelle des Sonderbeauftragten des Reichsluftfahrtministeriums für Fliegerschädenbeseitigung der Luftfahrtindustrie. Es hatte seinen Sitz zeitweilig in Hadmersleben und Bernburg und war u. a. für den Ausbau des Werkes Bartensleben zuständig. 
Nach dem Zweiten Weltkrieg wurde das Büro 1946 in Höxter (Markt 8) abgewickelt, wo die Ingenieure Heinrich Lübke und Rudolf Wolters angesiedelt waren.

### Weiteres Leben
Später arbeitete Walter Schlempp gemeinsam mit Werner Hebebrand und Walter Freiwald in einem Architekturbüro in Frankfurt (Main). Schlempp konzipierte mit anderen später auch das Klinikum der Universität München in Großhadern. Das Klinikum weist ebenfalls eine gewisse Massivität auf, verwendet jedoch auch modernes Material und enthält Elemente einer modernen Formensprache. Weitere bekannte Gebäude sind die Paracelsus-Klinik in Marl und das ab 1966 entstandene Krankenhaus für Sportverletzte in Lüdenscheid-Hellersen.
Sein jüngerer Bruder Hans Schlempp war der Direktor der Hessischen Landkreistages.

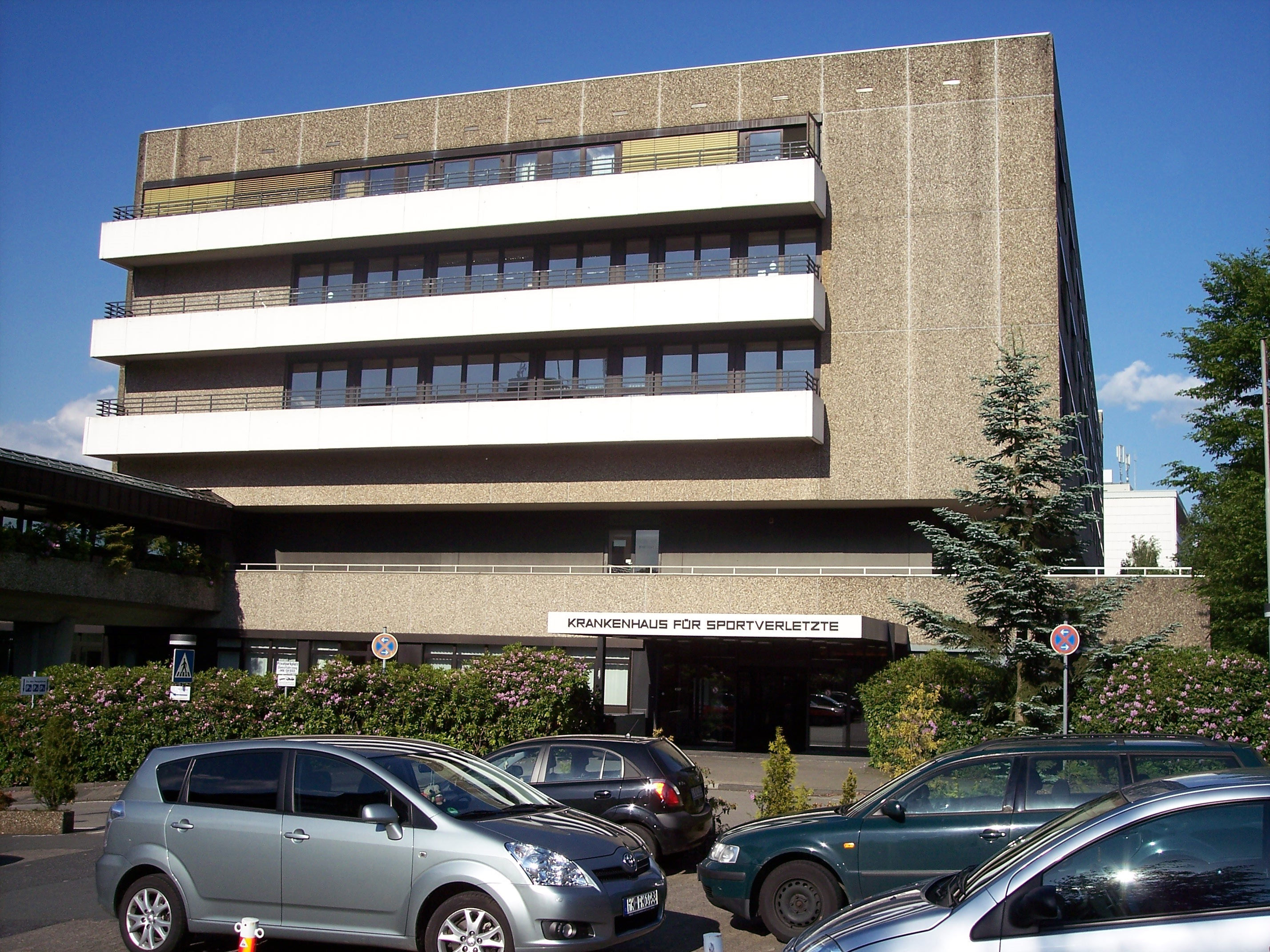
Sportklinik in Lüdenscheid-Hellersen, Hauptgebäude
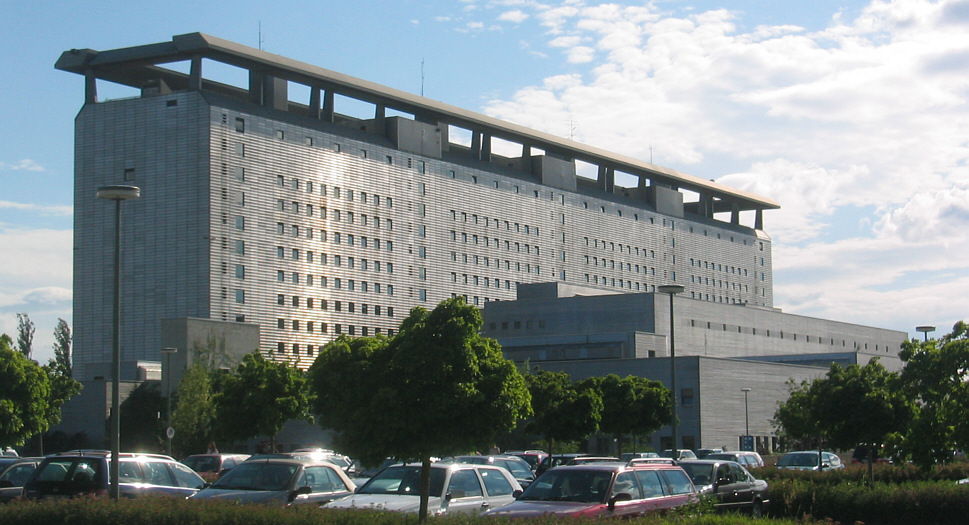
Klinikum Großhadern

## Auszeichnungen
Im November 1954 wurden zwei Projekte in Frankfurt am Main als „vorbildliche Bauten in Hessen“ ausgezeichnet:  ein neungeschossiges Wohnhaus Trierische Gasse – Ecke An der Paulskirche und eine Miethausbebauung Saalburgallee – Kettelerallee 1, 2, 3 und 4. Die Jury war vom Bund Deutscher Architekten und dem Hessischen Minister der Finanzen einberufen. Ihr gehörten folgende Architekten an: Werner Hebebrand, Konrad Rühl, Sep Ruf und Ernst Zinsser. Die Bauten hatte Schlempp zusammen mit Werner Hebebrand realisiert.